# Arthroleptis fichika
Arthroleptis fichika é uma espécie de anfíbio anuro da família Arthroleptidae. Está presente na Tanzânia. Não foi ainda avaliada pela UICN.